# フロイド・シモンズ
フロイド・シモンズ (Floyd Macon Simmons、1923年4月10日 - 2008年4月1日)は、アメリカ合衆国の陸上競技選手。十種競技の選手として1948年ロンドンオリンピックと1952年ヘルシンキオリンピックに出場。ロンドン大会では、アメリカのボブ・マサイアス(Bob Mathias)、イニャス・アンリシュ(Ignace Heinrich)に次いで銅メダルを獲得。ヘルシンキ大会も、2連覇したマシアス、そしてアメリカのミルトン・キャンベル(Milt Campbell)に次いで銅メダルを獲得した。ノースカロライナ州シャーロット出身。